# Thomasomys vestitus
Thomasomys vestitus är en däggdjursart som först beskrevs av Thomas 1898.  Thomasomys vestitus ingår i släktet paramoråttor, och familjen hamsterartade gnagare. IUCN kategoriserar arten globalt som livskraftig. Inga underarter finns listade i Catalogue of Life.
Arten förekommer i nordvästra Venezuela. Den lever i bergstrakter mellan 1600 och 2400 meter över havet. Habitatet utgörs av molnskogar och av andra fuktiga landskap. Individerna går främst på marken och är allätare.